# Curley Harper
Curley Harper est une série de bande dessinée américaine créée par l'Américain Lyman Young comme bande complémentaire des pages dominicales de son comic strip Tim Tyler's Luck. 
Publiée de mars 1935 à 1944, d'abord sous le nom Curley Harper at Lakespur, elle était dessinée par son assistant Nat Edson. À la fin des années 1930, elle a été traduite dans Le Journal de Mickey sous le titre Marc Luron.
Curley Harper est un jeune étudiant athlétique qui parcourt le monde pour combattre le mal.